# Tisrasse
Tisrasse (àrab تيسراس) és un municipi rural de la província de Taroudant de la regió de Souss-Massa a l'estat de Marroc. Segons el cens de 2014 tenia una població total de 7.656 persones.